# تيرانس بيلي
تيرانس بيلي (3 يوليو 1965 في الولايات المتحدة - ) (بالإنجليزية: Terrance Bailey)‏ هو لاعب كرة سلة أمريكي في مركز مدافع مسدد الهدف. لعب مع Wagner Seahawks men's basketball ‏.

## وصلات خارجية
- تيرانس بيلي على موقع سبورتس رفرنس (الإنجليزية)
- تيرانس بيلي على موقع كلية كرة السلة في سبورتس رفرنس.كوم (الإنجليزية)
- تيرانس بيلي على موقع ريلجم (الإنجليزية)